# Hideo Ikeezumi
Hideo Ikeezumi (jap. 生悦住 英夫, Ikezumi Hideo; * 1949; † 27. Februar 2017) war ein japanischer Musikproduzent und Schallplattenladen-Besítzer. Sein Plattenlabel PSF war eines der ersten japanischen Undergroundlabels, das sich internationale Reputation erwarb.

## Leben und Wirken
Hideo Ikeezumi stammte aus einer Künstlerfamilie, die im Itabashi-Bezirk Tokyos lebte. Als Kind beschäftigte er sich zunächst mit Literatur; sein Interesse für Musik entstand unter dem Eindruck von Akira Kobayashi, Kan Mikami und dem Free-Jazz-Gitarristen Masayuki Takayanagi. Statt ein Studium zu absolvieren, arbeitete er in der Schallplattenkette Gobangai, bevor er Ende der 1970er Jahre seinen eigenen Plattenladen eröffnete, der sich in der Tokyoter Stadtteil Setagaya, Meidaimae befand. Das Geschäft mit der Bezeichnung Modern Music umfasste das Angebot an Schallplatten aus den Bereichen Free-Jazz, Improvisation, Psychedelic Rock, Zeitgenössische Musik, Noise, Acid Folk, sowie traditionelle japanische Musik und Comedy. 1984 entstand aus dem Laden das Underground-Plattenlabel PSF Records; die ersten Veröffentlichungen waren Aufnahmen von High Rise (Psychedelic Speed Freaks) und Fushitsusha. Hinzu kam 1991 ein unregelmäßig erscheinendes Musikmagazin namens G-Modern. Auf dem Label PSF erschienen u. a. Aufnahmen von White Heaven, Ghost, Shizuka, Masayoshi Urabe, Masayuki Takayanagi, Kaoru Abe, Motoharu Yoshizawa, sowie Wiederveröffentlichungen von Keiji Haino, Kazuki Tomokawa, Kousokuya, Harry Bertoia, Charles Gayle, Borbetomagus und AMM. 2014 musste Ikkezumi den Laden schließen, mit der Veröffentlichung von Kawashima Makotos Album Homo Sacer 2015 endeten die Aktivitäten des Labels.
Ikeezumi starb 2017 an den Folgen einer Magenkrebserkrankung.